# François Achille Bazaine

Maarschalk François Achille Bazaine tijdens de Franse interventie in Mexico door Jean Adolphe Beauce

François Achille Bazaine (Versailles 11 februari 1811 - Madrid 23 september 1888) was een maarschalk van Frankrijk. Hij werd bekend als aanvoerder van de Franse interventie in Mexico en door zijn omstreden rol in de Frans-Duitse Oorlog, toen hij met de vesting Metz capituleerde. 

## Levensloop

### Achtergrond en vroege carrière
François Achille Bazaine werd op 11 februari 1811 geboren in Versailles als zoon van Pierre-Dominique Bazaine, een wiskundige en technisch ingenieur die faam verwierf als bruggenbouwer. Kort voor de geboorte van zijn zoon in 1811 liet vader Bazaine het gezin in de steek zonder zich verder nog om hen te bekommeren. Zijn vader vertrok later naar Sint-Petersburg en ontwierp aldaar diverse bruggen.
François Achille Bazaine slaagde er niet in om te worden toegelaten tot de École Polytechnique en nam vervolgens als soldaat dienst in het Franse leger (1831). In 1832 werd hij als onderofficier naar Algerije, een toenmalige Franse kolonie, gezonden om daar dienst te nemen in het door koning Lodewijk Filips kort tevoren opgerichte Vreemdelingenlegioen. In 1833 werd hij bevorderd tot tweede luitenant en nam deel aan de pacificatie van de kolonie en werd hiervoor benoemd tot Ridder in het Legioen van Eer. In 1835 werd hij bevorderd tot kapitein en vocht in Spanje tegen de Carlisten (1835-1839). Bij de Slag bij Barbastro in 1837 raakte hij gewond aan zijn rechterhand. In 1839 was hij weer terug in Algerije en nam in de daaropvolgende jaren deel aan diverse expedities en zijn carrière verliep voorspoedig: in 1844 werd hij bevorderd tot majoor en in 1848 tot luitenant-kolonel. Bazaine was ook enkele jaren gouverneur van Tlemcen en hij was aanwezig bij de overgave van Abd al-Kader (1844). In 1850 werd hij met de rang van kolonel commandant van het 1e Regiment van het Vreemdelingenlegioen. Terug in Frankrijk trouwde hij op 12 juni 1852 in Versailles met de Spaanse Maria Juana de la Soledad.

### Krim en Italië
François Achille Bazaine vertrok als commandant naar de Krim, waar op dat moment de Krimoorlog woedde. Tijdens een tussenstop in Gallipoli werd hij bevorderd tot brigadegeneraal. Hij voerde op de Krim de 1e en 2e Regimenten van het Vreemdelingenlegioen aan en nam deel aan diverse veldslagen. Hij voerde tijdens het beleg van Sebastopol het bevel over de linkerflank van het Franse leger. Bij de beslissende geallieerde aanval op Sebastopol op 8 september 1855 werd Bazaine door een granaatscherf in de rechterheup geraakt. Vanwege zijn moed en grote kunde werd hij op 22 september bevorderd tot divisiegeneraal. Uit het midden van de geallieerde generaals werd Bazaine gekozen tot gouverneur van Sebastopol. Op 17 oktober 1855 leidde hij een gewaagde aanval Slag bij Kinburn op het restant van het Russische leger ten noorden van Sebastopol.
In 1855 werd Bazaine bevorderd tot Commandeur in het Legioen van Eer. Op 23 juni 1856 ontving Bazaine uit handen van Lord Gough de Britse Orde van het Bad.
In 1857 werd hij bevorderd tot inspecteur-generaal van het Franse leger.
Tijdens de Oostenrijks-Sardijnse Oorlog, toen Frankrijk aan de zijde van de Italiaanse nationalisten vocht, streed Bazaine tegen de Oostenrijkers in Lombardije (1859). Op 8 juni 1859, tijdens de Slag bij Melegnano, werd hij door granaatscherf in het hoofd geraakt. Tijdens de beroemde Slag bij Solferino wist Bazaine door de Oostenrijkse linies te breken en nam op 24 juni de stad in. Vanwege deze prestatie ontving hij het Grootkruis in het Legioen van Eer. Terug in Frankrijk hervatte hij zijn werk als inspecteur-generaal.

### Mexico

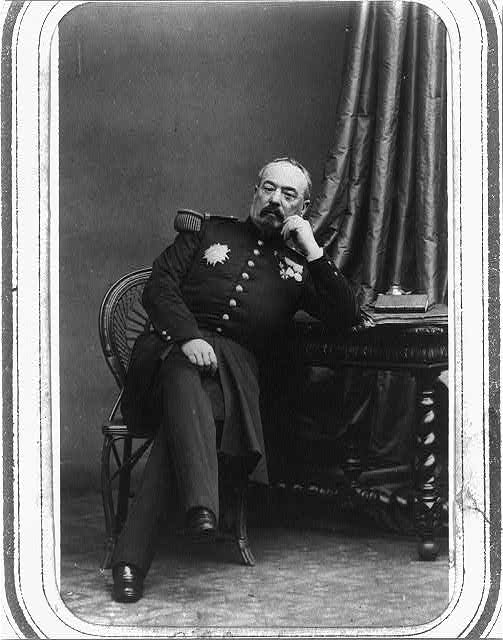
Foto van Bazaine in 1864

In 1863 ging hij als divisiecommandant naar Mexico, waar de Franse keizer (Napoleon III) van plan was een keizerrijk op te richtten met aartshertog Maximiliaan van Habsburg. Nadat de aanhangers van president Benito Juárez uit Mexico-Stad waren verdreven werd Maximiliaan keizer van Mexico (10 april 1864). Op 5 september 1864 ontving hij de titel van maarschalk van Frankrijk. In 1865 ontving Bazaine de hoogst denkbare Franse onderscheiding. Na het Grootkruis van het Legioen van Eer werd hem ook de Médaille militaire toegekend.
Op 1 oktober 1863 volgde hij generaal Élie-Frédéric Forey op als bevelhebber van de Franse troepen in Mexico. Keizer Maximiliaan en zijn regering bestonden bij de gratie van Frankrijk. Wanneer de Fransen uit Mexico zouden vertrekken zou het keizerlijk bewind omver worden geworpen door de guerrilla's van Juárez. Bazaine, die in het Vreemdelingenlegioen kennis had opgedaan met guerrillatechnieken, boekte enkele successen tegen de guerrilla's van Juárez. Zijn verhouding met de keizer was slecht, en Maximiliaan wantrouwde Bazaine, die inmiddels was getrouwd met de rijke Mexicaanse Pepita de la Peña y Azcarate, die afkomstig was uit een Juárez-gezinde familie. Later herwonnen de Juárez-guerrilla's terrein en vielen een aantal belangrijke steden in handen van de president.
Toen de Verenigde Staten van Amerika na de Amerikaanse Burgeroorlog de keizerlijke regering in Mexico-Stad weigerde te erkennen en druk begonnen uit te oefenen op de Franse regering om haar troepen uit Mexico terug te trekken, koos Napoleon III eieren voor zijn geld: op 5 februari 1867 liet Bazaine Mexico-Stad ontruimen en adviseerde hij keizer Maximiliaan om af te treden en te vluchten. De keizer weigerde dat echter. Op 12 maart verlieten de laatste Franse troepen Mexico. Maximiliaan, volledig in de steek gelaten door de Fransen, werd in mei 1867 door de troepen van Juárez gevangengenomen in Querétaro en op 19 juni 1867 geëxecuteerd.
Terug in Frankrijk werd Bazaine koel ontvangen door keizer Napoleon III, maar werd niettemin benoemd tot commandant van het Derde Legerkorps te Nancy en nam zitting in de Senaat. In 1869, toen de verhouding tussen Bazaine en de keizer was weer goed zat, werd hij benoemd tot bevelhebber van de Keizerlijke Garde.

### Frans-Duitse Oorlog
Na het uitbreken van de Frans-Duitse Oorlog in 1870 werd Bazaine aangesteld als bevelhebber van het IIIe Legerkorps van het Rijnleger dat de opdracht kreeg de Duitse troepen snel te verslaan wanneer die in Frankrijk zouden oprukken. Bazaine wist echter dat het leger in een slechte staat verkeerde en dat het niet in staat was een snelle oorlog tegen de Duitsers te winnen. De eerste Duitse successen bevestigden Bazaine's gelijk.
Bazaine nam geen deel aan de veldslagen aan het begin van de oorlog, maar nadat maarschalken Patrice de Mac-Mahon en François Certain de Canrobert respectievelijk bij Wœrth en Forbach waren verslagen, droeg de keizer, die op dat moment erg ziek was, op 13 augustus 1870 het opperbevel van het leger over aan maarschalk Bazaine. De keizer trok naar Châlons waar hij zich bij maarschalk Mac-Mahon voegde. De keuze van Napoleon III, om Bazaine met het opperbevel te belasten, werd algemeen gezien als verstandig, omdat Bazaine zich in het verleden had bewezen als kundig militair.
Het opperbevelhebberschap van Bazaine bleek echter een groot fiasco. Ten eerste kreeg Bazaine te maken met een half verslagen Frans leger, dat zich voortdurend moest terugtrekken. Ten tweede kreeg hij te maken met een generale staf waarvan de generaals het onderling voortdurend met elkaar oneens waren. Ten derde, en dit was niet onbelangrijk, raakte Bazaine een dag na zijn benoeming tot opperbevelhebber ernstig gewond toen een granaatsplinter in zijn schouder sloeg.
Bazaine was van plan om met zijn troepen (het Rijnleger) naar Metz te trekken en de oprukkende Duitsers daar te verslaan. Andere legergroepen voegden zich bij Bazaine (met als gevolg dat de belangrijkste generaals en maarschalken zich spoedig allemaal in Metz bevonden). De Duitsers wisten echter Metz te omtrekken en in twee slagen bij Metz (Mars-la-Tour en Gravelotte) de Fransen te pas af te snijden. Zo werd het Rijnleger volledig ingesloten. Maarschalk Mac-Mahon kreeg de opdracht om Bazaine in Metz te gaan ontzetten, maar hij werd op 1 september 1870 bij Sedan verslagen en Mac-Mahon en de keizer, die de maarschalk was gevolgd, werden krijgsgevangen genomen. In Parijs volgde de afkondiging van de Derde Franse Republiek door de republikeinen. De nieuwe Regering van Nationale Verdediging (Gouvernement de la Défense Nationale) was vastbesloten de oorlog voort te zetten. Bazaine, een vurig Bonapartist, zag er weinig in om de strijd voort te zetten. De regering wilde dat Bazaine in Metz zou standhouden tot hij zou worden ontzet, een weinig realistische gedachte. Bazaine hield nog enkele maanden stand, maar er heerste al gauw gebrek aan voedsel. Op 27 oktober 1870 capituleerde het 170.000 man sterke Rijnleger van Bazaine. Bazaine bood daarop de Duitsers zijn diensten aan. Bazaine wilde Frankrijk "redden", de republikeinse regering in Parijs ten val brengen en de monarchie herstellen. De Duitsers zouden hem en zijn leger naar het zuiden laten ontsnappen waar hij zou wachten tot Parijs zou zijn ingenomen. Daarna zou hij met zijn leger de bezetting van de Duitsers overnemen en de monarchie herstellen. Uiteindelijk zagen de Duitsers niets in dit plan, het enige dat het deed was de Franse monarchie nog verder in diskrediet brengen. In februari 1871 sloot Duitsland een wapenstilstand met het republikeinse Frankrijk.

### Proces

Maarschalk Bazaine

Na de oorlog weigerde de bevolking te geloven, dat het Franse leger door de Duitsers was verslagen omdat het in een slechte staat verkeerde. Volgens nationalisten en populisten had Frankrijk een nederlaag geleden vanwege de slechte legerleiding. Het optreden van Bazaine had volgens hen bijgedragen aan de Franse nederlaag. Dit was natuurlijk allemaal bezijden de waarheid, maar de regering zwichtte en stelde een onderzoek in. Maarschalk Bazaine werd na zijn terugkeer uit Duitsland in Frankrijk voor de krijgsraad gedaagd.
Bazaine verwelkomde de kans om voor een krijgsraad zijn onschuld aan te tonen. De krijgsraad onder voorzitterschap van de hertog van Aumale, een zoon van de vroegere koning Lodewijk Filips, stond van het begin af aan sympathiek ten opzichte van de maarschalk, maar was bang dat vrijspraak of een lichte straf zou leiden tot woede onder de bevolking. Uiteindelijk werd Bazaine in 1873 ter dood veroordeeld. De leden van de krijgsraad dienden echter een verzoek tot clementie in bij de president, op dat moment niemand minder dan Patrice de Mac-Mahon. Mac-Mahon, die vanaf het begin tegen het proces was, zette de doodstraf om in twintig jaar gevangenisstraf. Bazaine werd overgebracht naar het Fort Royal op het eiland Sainte-Marguerite bij Cannes. Er werd van alles gedaan om het Bazaine naar zijn zin te maken. Zijn verblijf op Sainte-Marguerite had dan ook weinig weg van een straf.

### Ontsnapping en dood
Op 10 augustus 1874 wist Bazaine met de hulp van zijn vrouw en enkele handlangers per boot te ontsnappen. Waarschijnlijk wist het gevangenispersoneel van de ontsnappingsplannen af, maar, zo wil het verhaal, op het moment suprême, grepen zij niet in. Bazaine vestigde zich met zijn gezin in Londen, maar ging later naar Madrid. De regering van koning Alfonso XII behandelde de oude maarschalk, die in het verleden tegen de Carlisten had gevochten, met gepaste eer.
In 1973 verscheen bij Librairie Académique Perrin het boek l'Évasion du Maréchal Bazaine de l'île Sainte-Marguerite. Dit boek bevat de eerste uitgave van het verslag dat Bazaines rechterhand Luitenant Kolonel Willette van het verblijf op en de ontsnapping van het eiland heeft geschreven. Willette (de vader van de beroemde tekenaar Adolphe-Léon Willette uit Parijs) heeft de ontsnapping 'geregeld' en zeer getrouw en gedetailleerd beschreven. Ook het proces wegens betrokkenheid bij de ontsnapping tegen hem en de gevangenisbewaarders (die niet in het complot zaten) heeft hij uitgebreid beschreven. Het is een verhaal dat al die tijd ongepubliceerd in handen van erfgenamen is gebleven.
De gezondheid van Bazaine ging sinds de strenge Madrileense winter van 1887/88 hard achteruit en hij overleed op 23 september 1888 in Madrid op 77-jarige leeftijd. Op 24 september werd hij begraven op het San Justo-kerkhof van Madrid. De uitvaart werd geleid door een priester die verwant was aan zijn vrouw.

## Werken
- Rapport du maréchal Bazaine : Bataille de Rezonville. Le 16 août 1870. – Brussel : Auguste Decq, 1870
- La capitulation de Metz : Rapport officiel du maréchal Bazaine. – Lyon : Lapierre-Brille, 1871
- L'armée du Rhin depuis le 12 août jusqu'au 29 octobre 1870. – Parijs : Henri Plon, 1872
- Episodes de la guerre de 1870 et le blocus de Metz par l'ex-maréchal Bazaine – Madrid : Gaspar, 1883 (in Frankrijk verboden)

## Trivia
- Donald Crisp (1880-1974) speelde de rol van maarschalk Bazaine in de film Juarez uit 1939

- Bibsys: 98069181
- Biblioteca Nacional de España: XX1510672
- Bibliothèque nationale de France: cb13743827k (data)
- Catàleg d'autoritats de noms i títols de Catalunya: 981058515428106706
- CiNii: DA04968357
- Gemeinsame Normdatei: 118657690
- International Standard Name Identifier: 0000 0001 0880 1986
- Library of Congress Control Number: n94019757
- Base Léonore: LH//150/12
- Nationale Bibliotheek van Tsjechië: jx20140224001
- Nationale Bibliotheek van Israël: 987007281389405171
- Nationale Bibliotheek van Polen: a0000001754611
- Nederlandse Thesaurus van Auteursnamen: 069627517
- Réseau des bibliothèques de Suisse occidentale: 02-A002980206
- LIBRIS: 208101
- SNAC: w6pz5ktc
- Système universitaire de documentation: 066902800
- Virtual International Authority File: 24780794
- WorldCat: E39PBJxRCfxBXrqVMjQF8XjDMP